# Viktoras Petkus

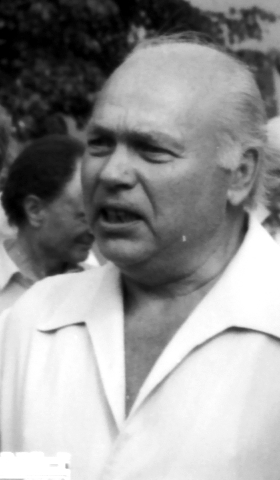
Viktoras Petkus

Viktoras Petkus (ur. 17 maja 1928 w Aleksandrai koło Rosieniów, zm. 1 maja 2012 w Wilnie) – litewski dysydent i obrońca praw człowieka, po 1991 działacz litewskiej chadecji. 
Ukończył technikum elektryczne w Wilnie. W latach 1947–53 po raz pierwszy więziony za działalność w katolickim i antykomunistycznym stowarzyszeniu "Ateitis". 
W 1954 podjął studia na Uniwersytecie Wileńskim w dziedzinie filologii i literatury, które musiał przerwać po trzech latach (skazano go w procesie za posiadanie nielegalnej literatury wymierzonej w ZSRR). Od 1958 do 1965 roku przebywał w łagrach w Mordowii oraz więzieniu we Włodzimierzu. 
Po wyjściu na wolność zatrudniony na Uniwersytecie, ale wkrótce z powodów politycznych zwolniony, pracował w szpitalu miejskim w Wilnie. 
W 1975 roku był współautorem słynnej "Kroniki Kościoła katolickiego na Litwie", rok później protestował przeciwko represjom władz radzieckich wobec Sergieja Kowalowa. 
W listopadzie 1976 roku razem z Tomasem Venclovą, ks. Karolisem Garuckasem i Eitanasem Finkelstainasem założył Litewską Grupę Helsińską (na wzór Moskiewskiej i Ukraińskiej). Rok później zesłano go za to do łagru, w którym przebywał przez jedenaście lat. 
W maju 1988 roku był jednym z założycieli Ligi Wolności Litwy, współpracował z innymi działaczami na rzecz praw człowieka, m.in. siostrą Nijolė Sadūnaitė i Antanasem Terleckasem. 
Po 1990 roku związał się politycznie z chrześcijańską demokracją - mimo generalnej akceptacji dla kierunku przemian na Litwie, pozostaje surowym krytykiem wielu aspektów lokalnej rzeczywistości, w tym dużych wpływów postkomunistów w polityce, mediach i biznesie. 

## Odznaczenia
- Order „Za odwagę” I klasy (Ukraina, 2006)[1]